# Уаджит
Уаджит или Уто (егип. W3ḏt / W3ḏjt — зелёная) — древнеегипетская богиня-кобра Нижнего Египта, покровительница власти фараона. С богиней-стервятником Нехбет составляет пару Госпожей Двух земель (то есть Верхнего и Нижнего Египта) и часто представлена на царской диадеме — урей.

## Имя

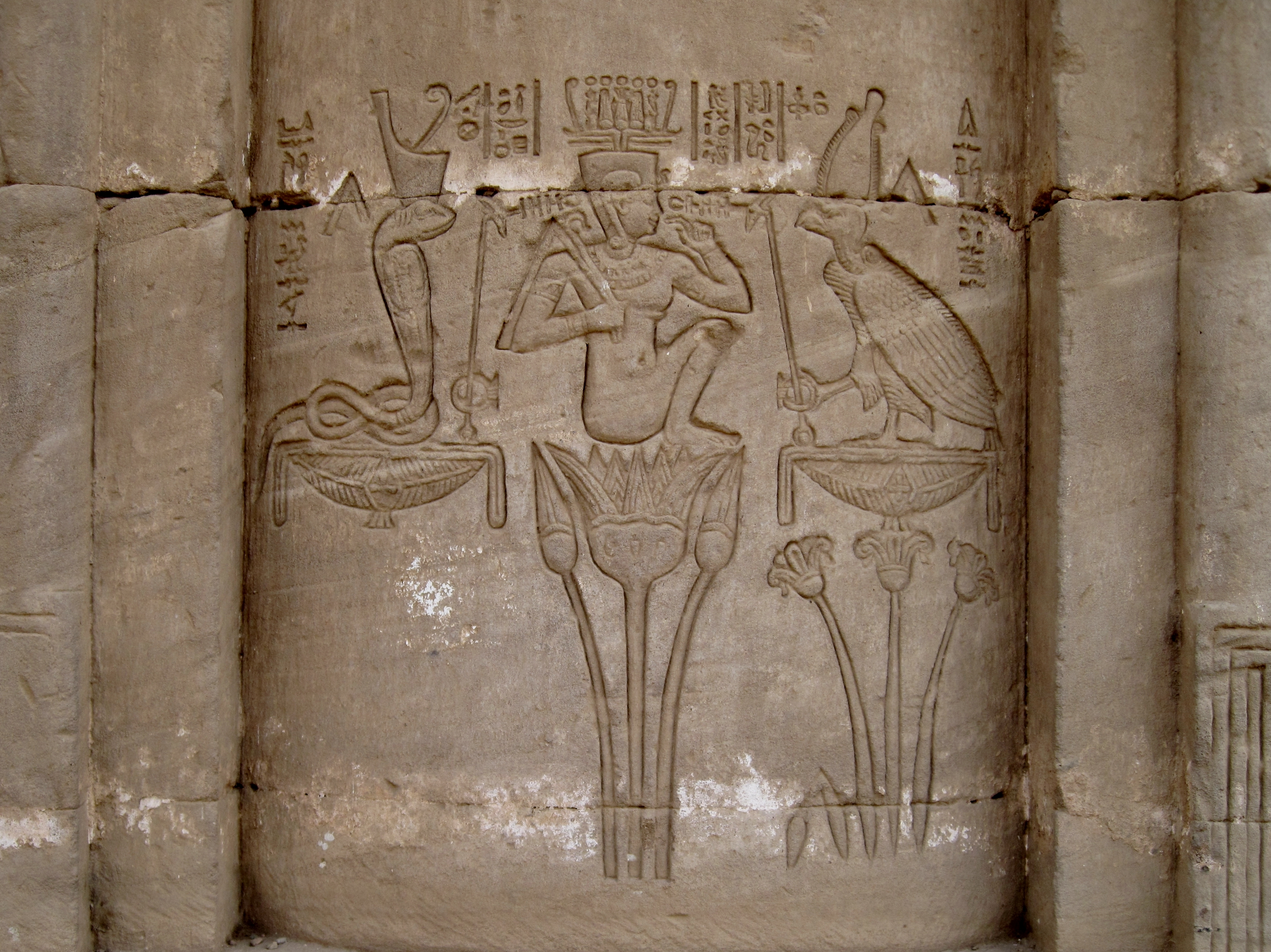
Нефертум на цветке лотоса изображён между Госпожами Двух земель — Уаджит и Нехбет. Храм Дендеры, римский период

Начертание имени богини идентично обозначению растения папируса — символа Нижнего Египта. Также её имя переводится как «Зелёная», поскольку Уаджит считалась «несущей зелёную растительность».

## Изображение
Изображалась стоящей коброй или в виде женщины с красной короной Нижнего Египта. В Хибисе встречаются изображения богини в виде змеи с львиной головой и женщины в шути. В поздний период Уаджит изображалась в виде женщины с львиной головой, украшенной первоначальным своим символом — коброй. Связанная с солярным символом иногда дополнялась обозначением солнечного диска.

## Мифология

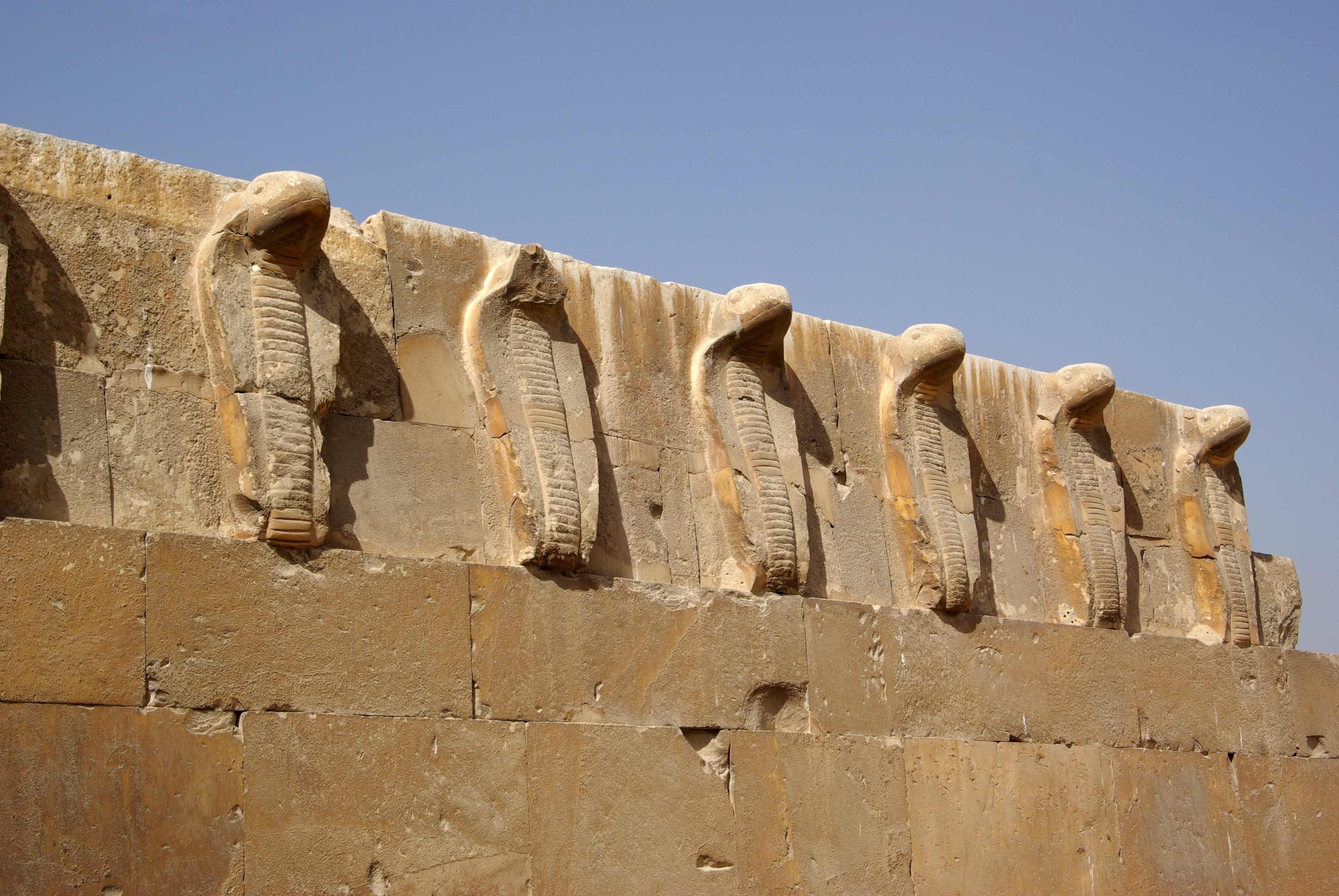
Уреи на пирамиде Джосера

В древнеегипетской мифологии «папирусоцветная» богиня выступала как кормилица юного Гора, которая помогла его матери Исиде спасти ребёнка от вероломства Сета, когда та пряталась в болотах Дельты. Сходство этого мифа с древнегреческим рассказом о пребывании Аполлона и Латоны на Делосе привело к тому, что в эллинистический период Уто (или Буто, как её называли греки) стали отождествлять с Латоной.
Фараоны считали источником своей царской власти и непобедимости в войнах покровительство богинь-защитниц Нижнего и Верхнего Египта — Уаджит и Нехбет, соответственно. По этой причине их изображения были необходимой принадлежностью царского убора, причём Уаджит стилизованно представлял налобный урей.
«Иероглифика» IV века н. э. повествует, что египтяне имели иероглиф со змеёй, которую называли «уреем», что по-гречески значило «василиск», и он обозначал «вечность». Египтяне верили, что змея этого вида бессмертна, дыханием она способна убить любое другое существо, её изображали над головами богов.